# HMS Hyacinth (1898)
Pour les autres navires du même nom, voir HMS Hyacinth.
Le HMS Hyacinth est un croiseur protégé de la classe Highflyer de la Royal Navy.

## Histoire
Le Hyacinth sert d'abord dans la Channel Fleet avec le capitaine Douglas Gamble et est présent à la revue de la flotte tenue à Spithead le 16 août 1902 pour le couronnement du roi Édouard VII. En 1903, il remplace son sister-ship HMS Highflyer comme navire amiral de l'East Indies Station. En avril 1904, il participe à la campagne du Somaliland, notamment en fournissant des hommes pour le groupe de débarquement qui prend d'assaut et capture les forts d'Eyl, les canons du navire soutiennent l'attaque. Il est en réserve au Devonport Royal Dockyard en 1906 jusqu'à ce qu'il redevienne le vaisseau amiral de l'East Indies Station en février 1907. En décembre 1910, il bombarde Dubaï après qu'une équipe de recherche britannique fut bloquée par les forces locales protestant contre une incursion britannique pour rechercher des marchands d'armes, ce qu'on appellera l'incident du Hyacinth.
Il rentre au Royaume-Uni en mars 1911 pour un radoub au Chatham Dockyard et est transféré dans la troisième flotte de réserve en février 1912. Il est remis en service un an plus tard pour servir de navire amiral de la station du cap de Bonne-Espérance, remplaçant son autre sister-ship, le HMS Hermes.
Peu avant le début de la Première Guerre mondiale, le contre-amiral Herbert King-Hall, commandant de la station du Cap, reçoit l'ordre de trouver et de surveiller le SMS Königsberg, basé à Dar es Salam, en Afrique orientale allemande. Deux navires, dont le Hyacinth, repèrent le navire allemand, mais aucun n'est assez rapide pour le suivre. Début septembre, il escorte les navires de troupes transportant la garnison de la maison de la colonie du Cap au centre de l'Afrique avant de retourner au Cap. En novembre, King-Hall prend comme vaisseau amiral le croiseur blindé HMS Minotaur lorsque son commandement est renforcé en prévision d'une bataille avec l'escadre allemande d'Extrême-Orient après sa victoire à la bataille de Coronel. Le Hyacinth reprend le drapeau après que le Minotaur reçoit l'ordre de rentrer à la maison à la suite de la victoire décisive sur l'escadre allemande lors de la bataille des Falklands début décembre 1914. Lorsque le cuirassé pré-dreadnought HMS Goliath arrive plus tard dans le mois, il lui transfère son drapeau et le Hyacinth se dirige vers l'Afrique orientale allemande. Il arrive fin janvier 1915 et bloque le Königsberg dans le delta du Rufiji. Le Goliath est envoyé aux Dardanelles le 25 mars et le Hyacinth redevient le navire amiral de King-Hall.
Le 14 avril, le Hyacinth intercepte le navire marchand britannique capturé SS Rubens qui tentait de livrer des fournitures à l'Afrique orientale allemande. Le croiseur l'a repéré à destination de Tanga, mais un moteur tombe en panne. Le Rubens s'échoue hors de vue dans la baie de Manza, alors que le Hyacinth l'a incendié. Les Allemands récupèrent cependant une grande partie de sa cargaison après que l'incendie s'est éteint.
Le Hyacinth reste dans la station du Cap jusqu'à la fin de la guerre. Le 23 mars 1916, il coule le navire marchand allemand SS Tabora à Dar es Salam. En janvier 1917, il stationne au large du Tanganyika, où il sert de navire de dépôt pour le Royal Naval Air Service.
Le Hyacinth est retiré en août 1919 et vendu à la ferraille le 11 octobre 1923.